# Население на Того
Населението на Того според последното преброяване от 2010 г. е 6 191 155 души.

## Численост
Численост на населението според преброяванията през годините:
| Година | Численост |
| 1981   | 2 719 567 |
| 2010   | 6 191 155 |

## Възрастова сткруктура
(2000)
- 0-14 години: 46% (мъжe 1 161 610 / жени 1 153 877)
- 15-64 години: 51% (мъже 1 254 437 / жени 1 327 306)
- над 65 години: 3% (мъже 53 101 / жени 68 171)

## Коефициент на плодовитост
- 2008: 4,85

## Расов състав
- 99 % – черни
- 1 % – бели (предимно французи и ливанци)

## Религия
- 51 % – местни религии
- 29 % – християни
- 20 % – мюсюлмани

## Език
Официален език в Того е френски.